# Meoneura californica
Meoneura californica är en tvåvingeart som beskrevs av Curtis W. Sabrosky 1961. Meoneura californica ingår i släktet Meoneura och familjen kadaverflugor.
Artens utbredningsområde är Kalifornien. Inga underarter finns listade i Catalogue of Life.